# الغطس في دورة الألعاب الأولمبية الصيفية للشباب 2018 – منصة قفز 3 متر للفتيات
أفيمت مسابقة القفز من المنصة 3 أمتار للفتيات في دورة الألعاب الأولمبية للشباب الصيفية 2018، والمعروفة رسميًا باسم دورة الألعاب الأولمبية الصيفية الثالثة للشباب، في باركي بوليديبورتيفو روكا يوم 15 أكتوبر 2018 في بوينس آيرس، الأرجنتين. في أول دورة ألعاب أولمبية للشباب تُقام خارج أوراسيا، وأول دورة ألعاب صيفية تُقام خارج آسيا وأول دورة ألعاب أولمبية تُقام في نصفي الكرة الغربي والجنوبي. كانت ثاني دورة ألعاب أولمبية تُقام في أمريكا الجنوبية بعد دورة الألعاب الأولمبية الصيفية 2016 في ريو دي جانيرو، البرازيل.
يحق لكل لجنة أولمبية وطنية تسجيل رياضيين اثنين، واحد من كل جنس. وباعتبارها الدولة المضيفة، يتم منح الأرجنتين أربع حصص، واحدة لكل حدث. وسيتم تحديد 8 رياضيين، اثنان في كل حدث من قبل اللجنة الثلاثية. وسيتم تحديد الأماكن 36 المتبقية في بطولة العالم للغوص للناشئين. لكي يكون الرياضيون مؤهلين للمشاركة في الألعاب الأولمبية للشباب، يجب أن يكون المشاركين من مواليد 1 يناير 2000 وحتى 31 ديسمبر 2002.
حصلت لاعبة الغطس الصينية لين شان ثاني الميداليات الذهبية في حدث الغطس من أصل ثلاثة محتملة في بوينس آيرس، حيث فازت بمنافسات المنصة القفز الفردي من ارتفاع 10 أمتار ومن المنصة المتحركة من ارتفاع 3 أمتار قبل أن تشارك لاعب الغطس الكولومبي دانييل ريستريبو للفوز بالميدالية الذهبية للفرق المختلطة في 17 أكتوبر بعد يومين من فوز بحدث الغطس الفردي من ارتفاع 3 أمتار. فازت لاعبة الغطس الروسية أوليانا كليويفا بالميدالية الفضية، حصلت لاعبة الغطس الأمريكية بريدجيت أونيل على الميدالية البرونزية في منافسات السباحة للفتيات من ارتفاع 3 أمتار، وهي الميدالية الأولى للأمريكيين في البطولة والثانية على الإطلاق، بعد حصول مايكل هيكسون على الميدالية البرونزية في منافسات السباحة للفتيان من ارتفاع 3 أمتار في عام 2010.

## البرنامج
| التاريخ        | الوقت | الحدث           |
| -------------- | ----- | --------------- |
| 15 أكتوبر 2018 | 9:00  | الجولة التمهيدي |
| 15 أكتوبر 2018 | 17:00 | النهائي         |

## النتائج النهائية
| المركز | لاعبة الغطس      | البلد            | الجولة التمهيدية | الجولة التمهيدية | النهائي              | النهائي              |
| المركز | لاعبة الغطس      | البلد            | النقاط           | المركز           | النقاط               | الرتبة               |
| ------ | ---------------- | ---------------- | ---------------- | ---------------- | -------------------- | -------------------- |
| الأول  | لين شان          | الصين            | 506.80           | 1                | 505.50               | 1                    |
| الثاني | أوليانا كليويفا  | روسيا            | 442.05           | 2                | 445.05               | 2                    |
| الثالث | بريدجيت أونيل    | الولايات المتحدة | 414.60           | 5                | 439.60               | 3                    |
| 4      | ماريا بابورث     | بريطانيا العظمى  | 369.85           | 12               | 428.95               | 4                    |
| 5      | غابرييلا أغونديز | المكسيك          | 408.20           | 6                | 427.70               | 5                    |
| 6      | كيمبرلي بونغ     | ماليزيا          | 396.85           | 8                | 427.10               | 6                    |
| 7      | كيارا بيلاكاني   | إيطاليا          | 421.00           | 3                | 425.90               | 7                    |
| 8      | ميشيل هايمبيرغ   | سويسرا           | 389.40           | 10               | 417.90               | 8                    |
| 9      | ميلودي ليكلير    | كندا             | 406.45           | 7                | 400.90               | 9                    |
| 10     | فاليريا أنتولينو | إسبانيا          | 393.95           | 9                | 400.80               | 10                   |
| 11     | صوفيا ليسكون     | أوكرانيا         | 416.75           | 4                | 398.75               | 11                   |
| 12     | إيلينا فاسن      | ألمانيا          | 370.80           | 11               | 391.40               | 12                   |
| 13     | هيله توكسين      | النرويج          | 367.65           | 13               | لم تتقدم في المنافسة | لم تتقدم في المنافسة |
| 14     | آنا دوس سانتوس   | البرازيل         | 353.45           | 14               | لم تتقدم في المنافسة | لم تتقدم في المنافسة |
| 15     | أليشا كولوي      | أستراليا         | 185.65           | 15               | لم تتقدم في المنافسة | لم تتقدم في المنافسة |

- Lin Shan
- Uliana Kliueva
- Bridget O'Neil
- Maria Papworth
- Gabriela Agundes
- Kimberly Bong
- Chiara Pellacani
- Michelle Heimberg
- Mélodie Leclerc
- Valeria Antolino
- Sofiya Lyskun
- Elena Wassen